# Templo del Norte de Zelenchuk
El Templo del Norte de Zelenchuk es una iglesia ortodoxa del siglo XI ubicada en el asentamiento del Bajo Arjyz en el valle del río Bolshói Zelenchuk (República de Karacháyevo-Cherkesia).
El Templo del Norte es una de las tres iglesias con cúpulas cruzadas sobrevivientes de los siglos X-XI ubicadas en el asentamiento del Bajo Arjyz. El más antiguo de estos templos es el Templo Central de Zelenchuk, construido en el siglo X, fue la catedral de todo Alania. El Templo del Norte, erigido a finales del siglo X, o a principios del XI, fue probablemente el templo principal de un gran monasterio. El Pequeño Templo del Sur 
fue el último, construido ya a finales del siglo XI o a principios del XII, quizás, era parte de la herencia de una de las familias nobles de Alania.

## Historia

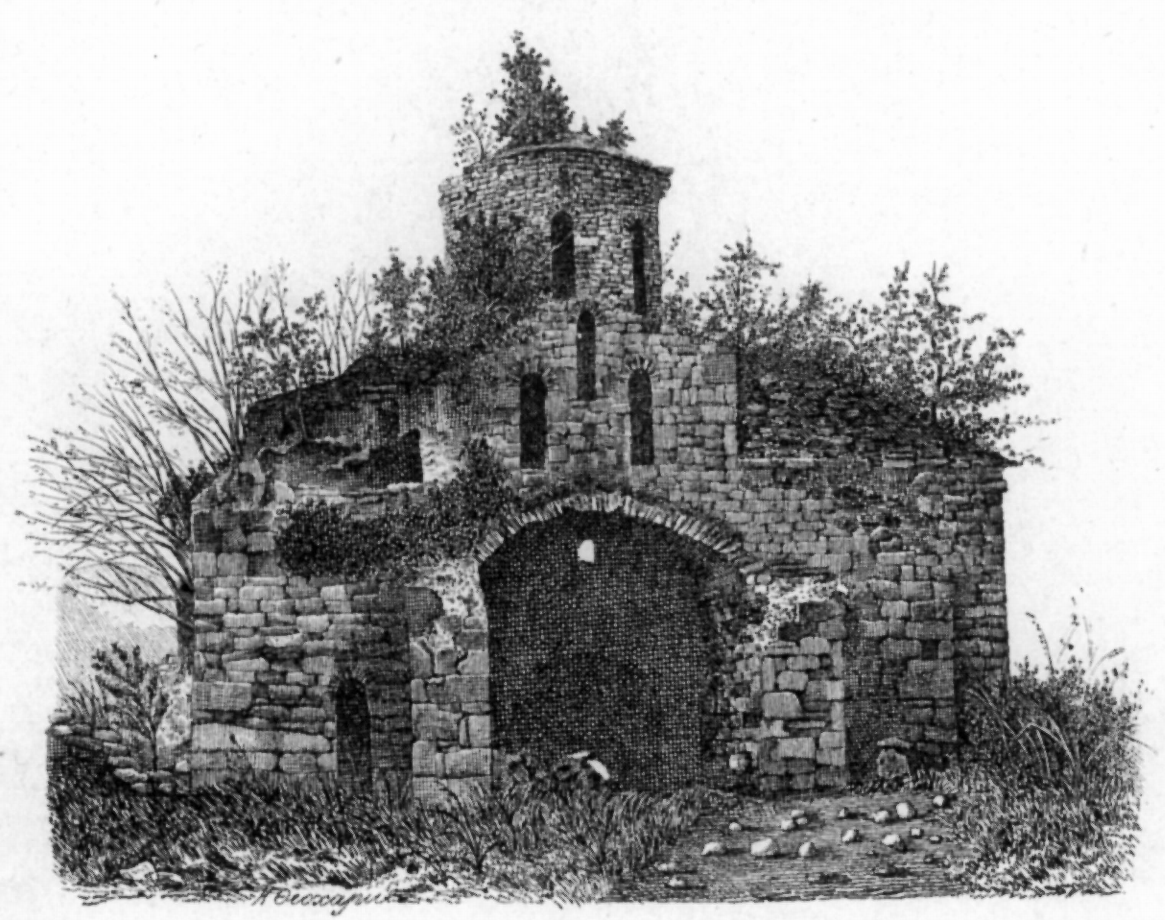
Primer templo del Norte, vista del lado sur en 1891.

En la antigüedad, había una ciudad en el territorio del Asentamiento del Bajo Arjyz, que durante varios siglos fue una importante iglesia y centro económico de Alania. En ella se estableció la residencia del obispo metropolitano de Alania, y también el monasterio del gobernador alanino, cuya iglesia principal era probablemente el templo del Norte. El propósito de las iglesias del Medio y del Norte es un tema de discusión entre los investigadores, por lo que, según V.A. Kuznetsov, el Templo del Norte se construyó antes y sirvió como la catedral del obispo metropolitano de Alania, mientras que el Templo del Medio, más tarde, fue principalmente un monasterio. Sin embargo, los investigadores modernos (principalmente D.V. Beletsky y A. Yu. Vinogradov) se inclinan por el punto de vista opuesto. El importante papel de este templo para las autoridades seculares y eclesiásticas se indica, en primer lugar, por la presencia de ricos entierros en la nave sur de la iglesia —pertenecientes al clero de la iglesia y el monasterio, y posiblemente el gobernante alaniano y su esposa— y, en segundo lugar, el alto nivel de tres etapas, con un synthronon elevado en el ábside central de un templo. Tal diseño de un synthronon se encuentra también en los templos bizantinos de ese tiempo y muestra «una obvia presencia del obispo».

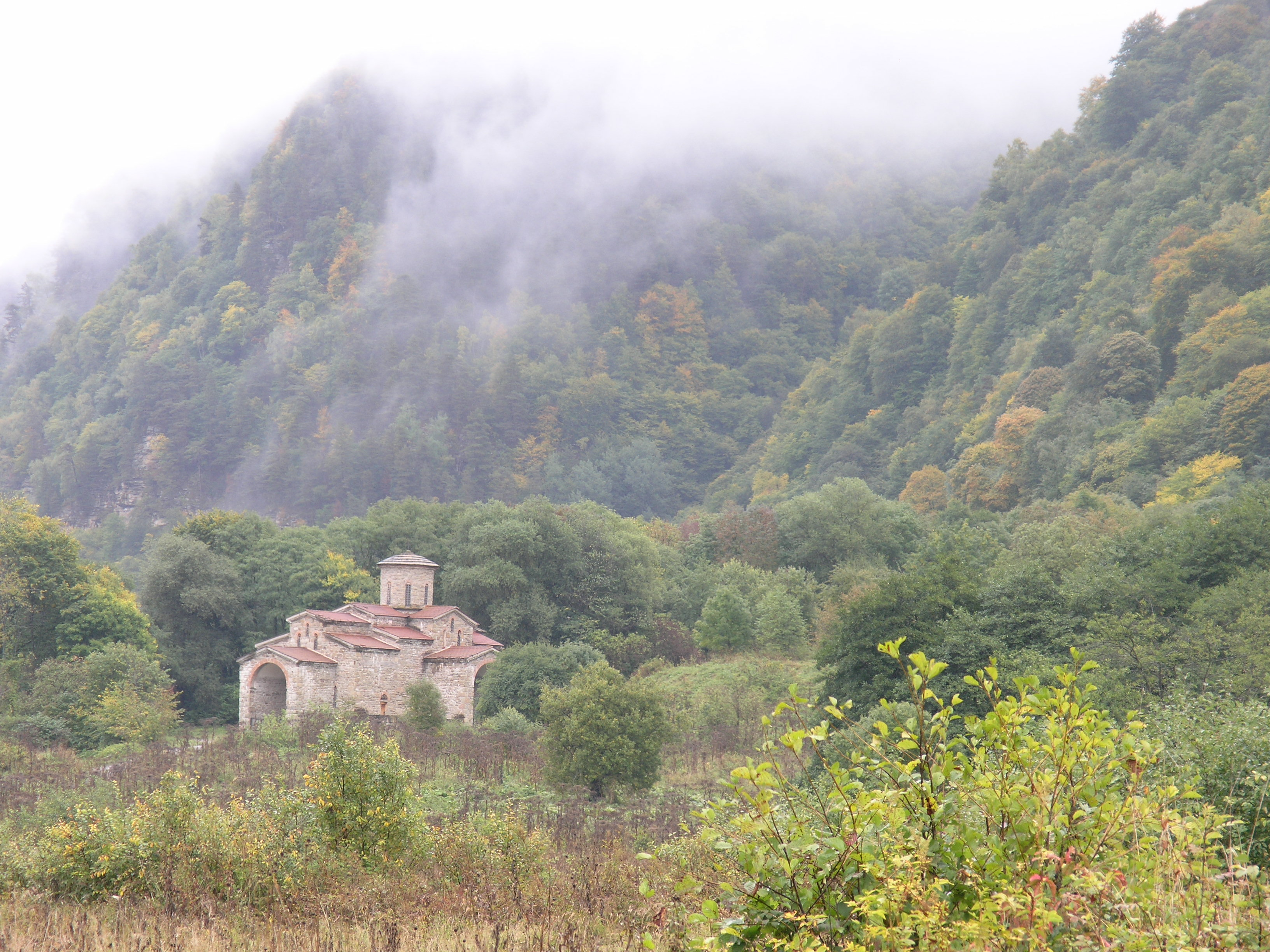
Ubicación del templo en plena naturaleza.

La ubicación del Templo del Norte también corresponde a un carácter monástico: fue retirado del centro de la ciudad y estaba en las afueras, como si estuviera aislado del mundo exterior. Alrededor del templo había una gran necrópolis. Se desconoce la fecha exacta de construcción del Templo del Norte, probablemente fue erigido en el siglo X o finales del siglo XI (hasta 1012/1013, y o 1066/1067 ). También es imposible establecer inequívocamente el origen del arte de los maestros que llevaron a cabo la construcción del templo; es posible que fueran maestros abjasios que trabajaron junto con los constructores locales de Alania.

## Arquitectura

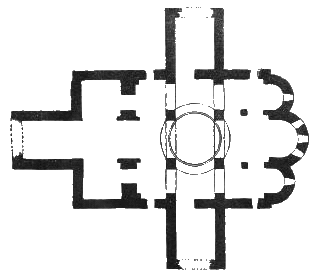
Planta del templo.

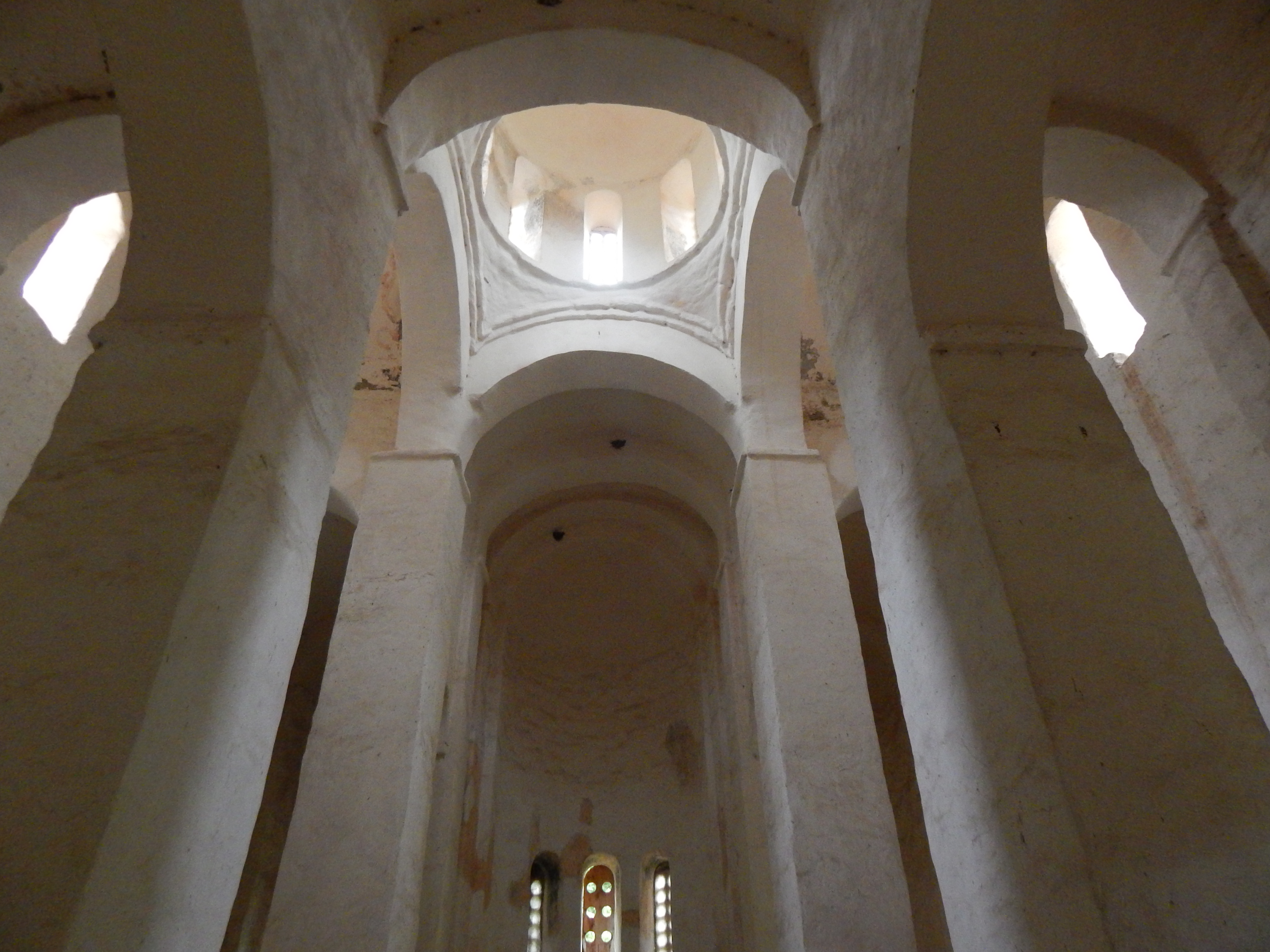
Parte interior con vista bajo la cúpula. (2014).

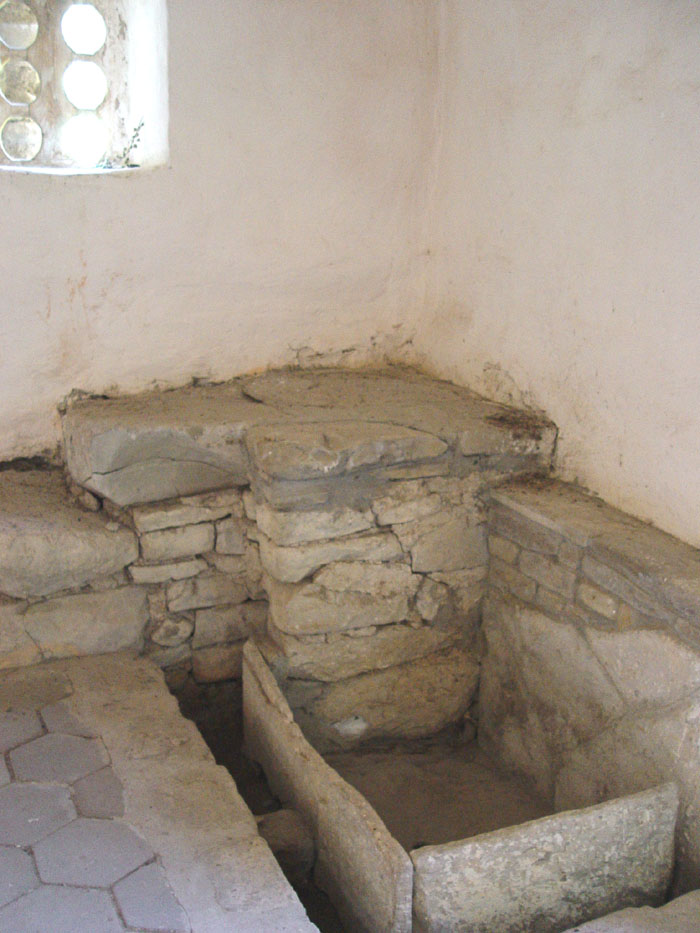
Los restos de la escalera y el "baptisterio" en el nártex del templo.

El Templo del Norte es un templo con cúpula cruzada del tipo de una cruz inscrita. Tiene una estructura de nueve lóbulos, que está unida desde el este por una vima de tres partes, conectadas por pasajes y tres ábsides semicirculares, y desde el oeste por un nártex abierto de dos pisos, en el que había coros que se abrían al naos. En la esquina noroeste del nártex se encuentran los restos de una escalera que conduce a los coros y a un tanque de agua (posiblemente una sala bautismal). En el exterior, el templo está casi completamente desprovisto de decoración: el único elemento decorativo es una cornisa festoneada hecha de zócalo. La misma cornisa se encontraba en el ábside, pero no se ha conservado.
El tambor está atravesado por ocho ventanas estrechas. La cúpula del templo a través de arcos de soporte de tres etapas descansa sobre cuatro pilares rectangulares, que están conectados con las paredes de pequeños arcos de soporte, lanzados desde los pilares a las repisas de las paredes de la vima desde el este y las pilastras de pared desde los otros tres lados. El ancho y el tamaño de los pilares no coinciden con el ancho de los arcos de soporte, razón por la cual grandes arcos de soporte se bajan sobre los paralelepípedos («estantes») de los pilares. Tal desajuste y desigualdad de las líneas verticales de mampostería indican una baja calificación de los constructores del Templo del Norte.
Afuera, los nártex abiertos se unen al templo, en el cual, probablemente, durante los servicios todavía no había bautizados. En los muros orientales del nártex hay nichos de culto. En el ábside central del templo hay un sintetizador de tres etapas, que originalmente estaba cubierto con una capa de cemento, cuyos restos también se encontraron en los pisos de los tres ábsides. Se conservaron bancos de pared en los naos del templo. Mientras el altar estaba separado del espacio principal del templo por una escala de dos etapas.

## Pinturas murales
Las paredes del templo estaban enlucidas y pintadas; hasta nuestro tiempo, los frescos prácticamente no se han conservado —con la excepción del patrón geométrico en la ventana norte del ábside central—, sin embargo, en la década de 1960, entre las ventanas del norte del tambor era posible distinguir la imagen de una figura humana, y en la parte superior del pilón del noreste se veía la cara de un santo enmarcada por un halo.
A finales del siglo XIX. Los frescos del Templo del Norte fueron pintados por D.M. Strukov, sin embargo, estos bocetos se hicieron con descuido y no permiten juzgar el estilo y la calidad de ejecución de los frescos antiguos.

Bocetos de Dimitry Strukov
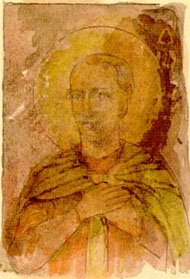
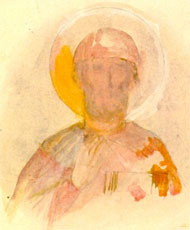
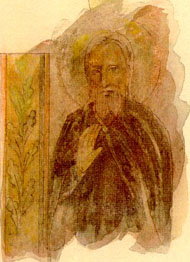
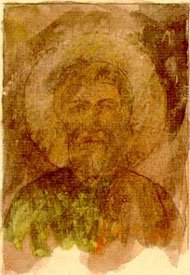
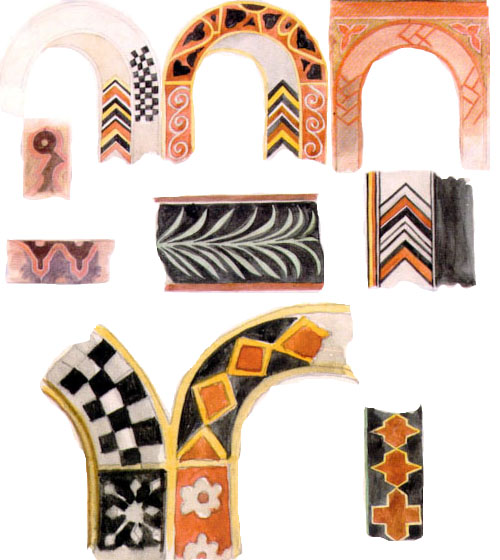
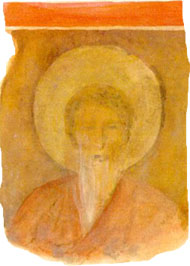
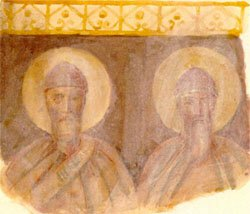
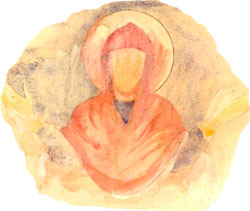